# Bitwa pod Krasnymstawem
Bitwa pod Krasnymstawem – bitwa stoczona we wrześniu 1939– w trakcie wojny obronnej Polski.

## Sytuacja przed bitwą
Armia „Lublin” zaimprowizowana 5 września 1939 miała dozorować Wisłę, od ujścia Pilicy po Sandomierz. Miała w swoim składzie: zgrupowanie kawalerii płk Tadeusza Komorowskiego, kilka szwadronów kawalerii z Centrum Wyszkolenia Kawalerii, w rej. Garwolina 39 DP (dowódca – gen. Bruno Olbrycht, Warszawską Brygadę Pancerno Motorową – w czasie przegrupowania z większością sił na odcinku Solec – Annopol, grupę płk. Sikorskiego pod Sandomierzem.
14 września, gdy rozkaz Naczelnego Wodza o odwrocie Wojska Polskiego na wschód od Lwowa i przebicia się do Rumunii i na Węgry dotarł do dowódcy Grupy Armii gen. Dąba-Biernackiego, dowódca Armii „Lublin” gen. Tadeusz Piskor przekazał mu stojącą nad Wieprzem 39 DP i Kombinowaną Brygadę Kawalerii płk. Adama Zakrzewskiego. Obie jednostki otrzymały rozkaz marszu na płd-wschód: BK w rej. Lubartowa, 39 DP – trzema etapami miała osiągnąć rej. Chełma. GA gen. Dąba-Biernackiego podzielona na zgrupowania ruszyła siłami armii gen. Przedrzymirskiego z Chełma na Hrubieszów, a GO gen. Jana Kruszewskiego (w jego skład wchodziła 39 DP i Kombinowana BK) przez Krasnystaw na Zamość. Dowódca GA zdecydował się opanować rej. Zamościa i maszerować na Lwów. Grupy gen. Dąba-Biernackiego nie napotkały większego oporu nieprzyjaciela. Gen. Przedrzymirski złamał niewielki opór niemiecki w Hrubieszowie.

## Przebieg walk
18 września 39 DP otrzymała rozkaz odbicia Zamościa opanowanego przez Niemców. Siły główne dywizji zmierzały na Pawłów i Rejowiec w kierunku Skierbieszowa. 18 września niemiecka 4 Dywizja Piechoty nacierając z kierunku Gorzkowa i Łopiennika zajęła Krasnystaw, a następnie przekroczyła linię rzeki Wieprz. Niemcy nie napotkali oporu ze strony Wojska Polskiego. Wieczorem 18 września oddziały 39 DP ruszyły w dwóch kolumnach: wschodnia – siły główne pod dowództwem płk. Ducha i zachodnia 9 pułk ułanów z dywizjonem 3 pułku artylerii lekkiej. W straży przedniej szedł Warszawski pułk ułanów. Ubezpieczenie południowe stanowiła Kombinowana BK płk. Zakrzewskiego. Maszerująca w na czele  GO gen. Kruszewskiego 39 DP  spotkała się 18 września z oporem Niemców pod Krasnymstawem. 9 pp Leg. zaatakował Niemców w nocy siłami batalionu piechoty wspartego 4 baterią 3 pal i oddziału kawalerii 9 pułku ułanów. Natarcie początkowo miało powodzenie, jednak kontratak zza Wieprza odrzucił o świcie oddziały polskie. Po zatrzymaniu uderzenia Niemców gen. Olbrycht rzucił do walki odwód dywizyjny - 95 pp rez. płk Ducha. II/95 pp uderzył na oddział wydzielony niemieckiej 4 Dywizji Piechoty działający wzdłuż drogi Krasnystaw – Rejowiec. Natarcie miało powodzenie, a nieprzyjaciel wycofał się w kierunku na Krasnystaw. Pozostałe dwa bataliony 95 pp w odległości 4 km na południe załamały natarcie niemieckiej 4 DP. Centrum walki miało miejsce w ówczesnej Kolonii Zastawie i we wsi Łany. Po południu oddziały przygotowywały się do następnego natarcia. Na teren walk przybył gen. Dąb-Biernacki i nakazał uderzenie na Zamość. Walki trwały cały dzień. Zgodnie z rozkazem dowódcy GA, 39 DP z siłami przydzielonymi wieczorem oderwała się od nieprzyjaciela broniącego przedmościa na prawym brzegu Wieprza i odeszła na Chełmiec i Kraśniczyn. Jeszcze tej samej nocy 29 Brygada Piechoty płk. Jana Bratro (przydzielona do 39 DP) nacierała na Zamość.
Walki wykazały, że do zdobycia Krasnegostawu użyto zbyt mało sił. Przejściowy sukces został okupiony dużymi stratami – 86 zabitych i kilkuset rannych. 27 września do Krasnegostawu weszły wojska sowieckie.

## Straty i pamięć o poległych
Ogółem w obronie i bitwie o Krasnystaw i okolice we wrześniu 1939 zginęło 159 żołnierzy i oficerów, w tym w Krasnymstawie 86. Najwięcej z 9 pp Leg. z 3 DP Leg. Ponadto zginęli żołnierze 3 pal, 23 puł., 63 pp i 58 pp z 14 DP, 172 kompanii saperów, 61 pułku artylerii, 201 pp i 55 DP Żołnierzy poległych miejscowa ludność pochowała we wspólnej mogile na cmentarzu w Kolonii Zastawie. Później na cmentarzu pochowano żołnierzy poległych w Kraśniczynie, Siennicy Nadolnej, Wólce Orłowskiej, lasku Borek, Jarczowie, Rońsku i Łanach. Część żołnierzy ekshumowano i pochowano na cmentarzu wojennym w Zamościu. Strat niemieckiej 4 DP nie ustalono.
W 1966 postawiono w Krasnymstawie obelisk ku czci poległych obrońców.